# Listfickmossa
Listfickmossa (Fissidens bryoides) är en bladmossart som beskrevs av Hedwig 1801. Listfickmossa ingår i släktet fickmossor, och familjen Fissidentaceae. Enligt den finländska rödlistan är arten otillräckligt studerad i Finland. Arten är reproducerande i Sverige. Artens livsmiljö är friska och torra lundar. Inga underarter finns listade i Catalogue of Life.